# アラン・ラム
アラン・ラム（林泳、Alan Lam、1980年4月18日 -）は、香港の男性歌手、元E-kidsのメンバーである。本名は林詠倫。身長は174cm。体重は55kg。星座はおひつじ座。東美広告娯楽所属。

## アルバム
- 2002年5月：魅力移動 2002（EO2、E-kids、Sisiとの協力アルバム）
- 2002年12月：E-kids Diary
- 2002年12月：戀愛秘笈（北京語）
- 2003年8月：Smile
- 2004年1月：Smile（中国盤）

## 出演作品

### 映画
- 2003年：『愛火花』
- 2006年：『かちこみ! ドラゴン・タイガー・ゲート』（原題：龍虎門）

### テレビドラマ
- 2002年：RTHKドラマ『平等機會檔案』
- 2003年：TVBドラマ『當四葉草碰上劍尖時』（ゲスト）